# Kamp (Schalksmühle)
Kamp ist ein Ortsteil der Gemeinde Schalksmühle im Märkischen Kreis im Regierungsbezirk Arnsberg in Nordrhein-Westfalen (Deutschland).

## Lage und Beschreibung
Der Wohnplatz befindet sich auf einen Höhenzug zwischen dem Bächen Hilmecke und Sterbecke. Der Ort ist über eine Zufahrt aus Hülscheid erreichbar, die auch Altenhülscheid, Dornbusch und Reineberge anbindet.
Weitere Nachbarorte auf dem Schalksmühler Gemeindegebiet sind Rölveder Mühle, Albringwerde, Haue, Siepen, Berkey, Mummeshohl, Mesewinkel, Everinghausen und die Wüstung Hilmecke.

## Geschichte
Kamp gehörte bis zum 19. Jahrhundert der Midder Bauerschaft des Kirchspiels Hülscheid an. Ab 1816 war der Ort Teil der Gemeinde Hülscheid in der Bürgermeisterei Halver im Kreis Altena, 1818 lebten zwölf Einwohner im Ort. Der laut der Ortschafts- und Entfernungs-Tabelle des Regierungs-Bezirks Arnsberg als Hof kategorisierte Ort besaß 1839 zwei Wohnhäuser und zwei landwirtschaftliche Gebäude. Zu dieser Zeit lebten neun Einwohner im Ort, allesamt evangelischen Bekenntnisses.
1844 wurde die Gemeinde Hülscheid mit Kamp von dem Amt Halver abgespaltet und dem neu gegründeten Amt Lüdenscheid zugewiesen.
Der Ort ist auf der Preußischen Uraufnahme von 1840 unter dem Namen Eckert verzeichnet. Ab der Preußischen Neuaufnahme von 1892 ist der Ort auf Messtischblättern der TK25 als Kamp verzeichnet.
Die Gemeinde- und Gutbezirksstatistik der Provinz Westfalen führt 1871 den Ort als Weiler unter dem Namen Kamp mit zwei Wohnhäuser und 15 Einwohnern auf.  Das Gemeindelexikon für die Provinz Westfalen gibt 1885 für Kamp eine Zahl von 20 Einwohnern an, die in zwei Wohnhäusern lebten. 1895 besitzt der Ort zwei Wohnhäuser mit zwölf Einwohnern, 1905 werden zwei Wohnhäuser und 21 Einwohner angegeben.
1969 wurden die Gemeinden Hülscheid und Schalksmühle zur amtsfreien Großgemeinde (Einheitsgemeinde) Schalksmühle im Kreis Altena zusammengeschlossen und Kamp gehört seitdem politisch zu Schalksmühle, das 1975 auf Grund des Sauerland/Paderborn-Gesetzes Teil des neu geschaffenen Märkischen Kreises wurde.